# Kościół św. Maksymiliana Marii Kolbego w Lesznie
Kościół św. Maksymiliana Marii Kolbego w Lesznie – rzymskokatolicki kościół w Lesznie, znajdujący się przy ul. B. Jeziorkowskiej 104 w północno-wschodniej części miasta zwanej Gronowo. Pełni funkcję świątyni parafialnej dla parafii o tym samym tytule.

## Historia budowy
Do 1981 roku na terenie wsi Gronowo (później dzielnicy miasta Leszno) nie istniały żadne obiekty sakralne, w których sprawowany byłby kult Boży. W tym roku z inicjatywy proboszcza parafii pw. św. Mikołaja w Lesznie, ks. Tadeusza Korcza, oddano do użytku kaplicę cmentarną pw. Zmartwychwstania Pańskiego na cmentarzu w Gronowie. W 1989 roku podjęto decyzję o budowie kościoła dla mieszkańców północno-wschodniej części Leszna. W tym celu ustanowiony został ośrodek duszpasterski pw. św. Maksymiliana Marii Kolbego, a dotychczasowa kaplica cmentarna zaczęła pełnić rolę świątyni parafialnej do czasu wybudowania właściwego kościoła. Po dwóch latach ks. abp Jerzy Stroba na miejsce ośrodka powołał parafię pod tym samym wezwaniem, a jej pierwszym proboszczem ustanowił ks. Mieczysława Jarczewskiego. 14 sierpnia 1991 roku na Jasnej Górze papież Jan Paweł II poświęcił kamień węgielny, którym była cegła wyjęta z krematorium w Auschwitz. Prace budowlane rozpoczęto w listopadzie 1991 roku. w 1993 roku zakończone zostały prace przy wznoszeniu murów i zainstalowano dach. Od 1994 roku w surowym budynku kościoła rozpoczęto regularne sprawowanie Eucharystii. W 1995 zainicjowano budowę domu parafialnego oraz probostwa. Wciąż postępowały prace przy wyposażeniu wnętrza według projektu Eugeniusza Olechowskiego. Poświęcenie kościoła odbyło się 29 września 2000 roku. Aktu konsekracji świątyni dokonał ks. abp Juliusz Paetz. W uroczystości uczestniczył również ks. abp Marian Przykucki. 